# Stipagrostis raddiana
Stipagrostis raddiana là một loài thực vật có hoa trong họ Hòa thảo. Loài này được (Savi) De Winter miêu tả khoa học đầu tiên năm 1963.